# Coxelmis v-fasciata
Coxelmis v-fasciata là một loài bọ cánh cứng trong họ Elmidae. Loài này được Lea miêu tả khoa học năm 1894.